# Glissement sémantique
Pour les articles homonymes, voir Glissement (homonymie).
Un glissement sémantique ou glissement de sens est le fait qu'un mot ou une expression acquiert au fil du temps un sens différent de celui d'origine, ce qui peut donner lieu à des quiproquos ou des incompréhensions entre locuteurs. Ce type de glissement entraîne souvent un besoin de clarification sémantique. Le glissement sémantique, en ajoutant un nouveau sens ou emploi à un mot, est un facteur de polysémie.

## Usages
Le glissement sémantique, qui est une des formes du changement sémantique, est souvent l'œuvre du temps et de l'évolution naturelle des langues, sans que les locuteurs en soient clairement conscients. Mais il existe aussi de nombreux usages volontaires et parfaitement conscients du glissement sémantique, avec des intentions politiques ou idéologiques ou des motivations qui relèvent du marketing ou encore de la création poétique.
Le glissement sémantique, parmi d'autres procédés rhétoriques, figure parmi les techniques linguistiques qui caractérisent le politiquement correct, la langue de bois. Un de ses effets est souvent de permettre un euphémisme.
Le glissement sémantique est abondamment utilisé dans le monde d'internet par les spécialistes de l'optimisation pour les moteurs de recherche.
Le glissement sémantique peut résulter, dans la création poétique, de jeux linguistiques consistant à détourner le sens des mots et de la phrase et à changer sa référence. Ce procédé a été utilisé notamment par les dadaïstes, les surréalistes, les lettristes.
Le mot néosémie est parfois utilisé pour désigner le même concept. Il a été popularisé par François Rastier et Mathieu Valette en 2009, mais était déjà employé avant eux.